# 팔달로 (대구)
팔달로(Paldal-ro)는 대한민국의 대구광역시 북구 노원동 중심부를 연결하는 도로이다.

## 노선 경로
- 칠곡중앙대로와 직결 (국도 제4호선, 국도 제5호선, 국도 제25호선 ; 칠곡, 군위 방향)
- 팔달교교차로 - 신천대로
- 만평네거리 - 서대구로 (국도 제5호선), 노원로 (국도 제4호선, 국도 제25호선) // 일반국도 진입 ↑
- 원대오거리 - 오봉로, 달서로, 침산남로
- 옥산로와 직결